# Плавчик, Ежи
Ежи Плавчик (пол. Jerzy Pławczyk; 16 апреля 1911, Домброва-Гурнича, Петроковская губерния — 16 января 2005, Ламбрехт, Рейнланд-Пфальц) — польский легкоатлет, специалист по прыжкам в высоту и многоборьям. Выступал за сборную Польши по лёгкой атлетике в 1930-х годах, бронзовый призёр чемпионата Европы, многократный победитель и призёр первенств национального значения, участник двух летних Олимпийских игр.

## Биография
Ежи Плавчик родился 16 апреля 1911 года в городе Домброва-Гурнича.
Занимался лёгкой атлетикой во время учёбы в Центральном институте физического воспитания в Варшаве, в 1930-х годах неоднократно выигрывал национальные первенства в различных легкоатлетических дисциплинах, трижды обновлял рекорд Польши в прыжках в высоту.
Впервые заявил о себе на международной арене в сезоне 1932 года, когда вошёл в состав польской национальной сборной и благодаря череде удачных выступлений удостоился права защищать честь страны на летних Олимпийских играх в Лос-Анджелесе. В программе прыжков в высоту с результатом в 1,90 метра занял седьмое место из 14 участников.
В 1934 году побывал на впервые проводившемся чемпионате Европы по лёгкой атлетике в Турине, откуда привёз награду бронзового достоинства, выигранную в десятиборье — уступил здесь только немцу Хансу-Хайнриху Зиферту и шведу Лейфу Дальгрену.
Находясь в числе лидеров легкоатлетической команды Польши, благополучно пошёл отбор на Олимпийские игры 1936 года в Берлине — на сей раз в прыжках в высоту занял 22-е место с результатом в 1,80 метра, тогда как в десятиборье с личным рекордом в 6446 очков стал девятым.
В 1938 году на чемпионате Европы в Париже финишировал шестым в десятиборье. Остался во Франции и в 1940 году поступил на службу во французскую армию.
В 1943—1948 годах работал спортивным инструктором в Виши, Париже и Риме, позже некоторое время был продавцом и учителем, после чего вернулся в Польшу.
Дальнейшая его судьба неизвестна. Умер, предположительно, не раньше 1989 года.